# Житомирсько-Овруцька єпархія ПЦУ
Житомирсько-Овруцька єпархія — єпархія Православної церкви України на території Житомирської області.

## Опис
Це одна з перших областей, де активно йшло відродження української церкви.
Єпархія охоплює давні древлянські краї, де живе славний народ поліщуків. Знамениті наші краї і козацькими місяцями, такими як Кодня, де на могилі страчених гайдамаків будується монастир Козацької слави, або знамените село Паволоч — місце базування Паволоцького полку Богдана Хмельницького.
З житомирської землі вийшло кілька козацьких гетьманів: Іван Самойлович з-під Попільні, Іван Виговський з-під Коростеня.
Дух православ'я міцно гніздився на споконвічних українських землях древлян, і син цього духу — архімандрит Макарій Овруцький і Канівський є одним зі світочів і стовпів православ'я в Україні.
З цього духу росте міцне коріння Житомирської єпархії, яка діє як окрема єпархія з 1991 року.

## Архиєреї єпархії
- Софроній (Власов) (29 квітня 1992 — липень 1992)
- Серафим (Верзун) (25 вересня 1992 — 12 квітня 1995)
- Ізяслав (Карга) (16 липня 1996 — 23 січня 2017)
- Паїсій (Кухарчук) (з 23 січня 2017)

## Сьогодення
В складі єпархії налічується 319 парафій, 3 монастирі. 
При багатьох церквах діють недільні школи з виховання християнської молоді.
Відділ у справах молоді разом із базовою недільною школою базується при кафедральному соборі Архістратига Михаїла, настоятелем якого є протоієрей Богдан Бойко.
Величні гарні храми будуються в Любарському, Новоград-Волинському, Чуднівському, Червоноармійському, Андрусівському, Ружинському, Брусилівському, Радомишльському, Черняхівському благочиннях та в м. Житомирі.

## Структура
Правління єпархії: м. Житомир, вулиця Київська, 18.

## Монастирі
Свято-Духівський чоловічий монастир, с. Городське  Намісник: схиархимандрит Антоній (Гойко)
Свято-Троїцький чоловічий монастир, м. Житомир, пров. Покровський, 5. Намісник: єпископ Паїсій (Кухарчук)
Свято-Паїсівський чоловічий монастир|м. Хорошів Намісник: ігумен Даміан (Янченко)
Свято-Пантелеймонівський чоловічий монастир  с. Корчмище
| Благочиння | Благочиння           | Благочиння                      |
| №          | Назва                | Благочинний                     |
| ---------- | -------------------- | ------------------------------- |
| 1          | Житомира             | митр. прот. Юрій Кирилюк        |
| 2          | Житомирського району | протоієрей Ігор Валович         |
| 3          | Андрушівське         | прот. Микола Цап                |
| 4          | Баранівське          | протоієрей Зиновій Николишин    |
| 5          | Бердичівське         | протоієрей Євгеній Шимченко     |
| 6          | Брусилівське         | протоієрей Олег Романина        |
| 7          | Ємільчинське         | протоієрей Іван Фатич           |
| 8          | Коростенське         | протоієрей Леонід Мельникович   |
| 9          | Коростишівське       | протоієрей Віталій Липський     |
| 10         | Любарське            | протоієрей Василь Зварич        |
| 11         | Малинське            | протоієрей Василь Ігнатович     |
| 12         | Народицьке           | ієрей Степан Гриник             |
| 13         | Новоград-Волинське   | протоієрей Геннадій Пограничний |
| 14         | Овруцьке             | ієрей Олександр Дячук           |
| 15         | Олевське             | ієрей В’ячеслав Атаманенко      |
| 16         | Попільнянське        | протоієрей Михайло Єдинак       |
| 17         | Пулинське            | протоієрей Сергій Янчук         |
| 18         | Радомишльське        | протоієрей Василь Коліщак       |
| 19         | Романівське          | протоієрей Іван Майка           |
| 20         | Ружинське            | протоієрей Андрій Яким          |
| 21         | Хорошівське          | протоієрей Петро Андрусяк       |
| 22         | Черняхівське         | протоієрей Володимир Янчук      |
| 23         | Чуднівське           | протоієрей Андрій Артемчук      |

| Храми, парафії | Храми, парафії                                                      | Храми, парафії                                   | Храми, парафії | Храми, парафії       |
| №              | Назва                                                               | Адреса                                           | Настоятель | Благочиння           |
| -------------- | ------------------------------------------------------------------- | ------------------------------------------------ | --- | -------------------- |
| 1              | Свято-Михайлівський кафедральний собор                              | м. Житомир, вул. Київська, 18                    | митр. прот. Богдан Бойко, клірики: прот. Володимир Бігун, прот. Валерій Корзун, прот. Василь Загнибіда, прот. Павло Ядчишин, прот. Юрій Булава, прот. Іван Сопронюк, ієрей Василь Солонинка, протодиякон Василь Татарин | Житомира             |
| 2              | Свято-Володимирський кафедральний собор                             | м. Житомир, майдан Польовий, 3                   | єпископ Житомирський і Овруцький Паїсій (Кухарчук). Ключар собору протоієрей Юрій Кирилюк | Житомира             |
| 3              | Храм Преподобних отців Києво-Печерських                             | м. Житомир, вул. Велика Бердичівська, 70         | протоієрей Василь Маковський | Житомира             |
| 4              | Храм Св.-Богоявленський                                             | м. Житомир, вул. Велика Бердичівська, 65а кв. 2  | ієрей Богдан Рудчук | Житомира             |
| 5              | Храм святого Архангела Гавриїла                                     | м. Житомир, вул. Набережна, 52 а (Соколова Гора) | протоієрей Юрій Кирилюк | Житомира             |
| 6              | Свято-Георгіївський храм (архітектура в грузинському стилі)         | м. Житомир, вул. Івана Сірка, 54                 | протоієрей Павло Ядчишин | Житомира             |
| 7              | Каплиця Святого Миколая Чудотворця                                  | м. Житомир, Тролейбусний парк (Польова)          | ієрей Андрій Коробков | Житомира             |
| 8              | Храм Свято-Юрівський (козацький)                                    | м. Житомир, вул. Чуднівська, 102                 | протоієрей Олександр Стахурський | Житомира             |
| 9              | Храм прп. Іова Почаївського                                         | м. Житомир, вул. Радивілівська, 61               | ієрей Василь Олійник | Житомира             |
| 10             | Храм Свято-Покровський                                              | м. Житомир, вул. Малікова, 26                    | протоієрей Валерій Корзун | Житомира             |
| 11             | Храм преподобномученика Макарія Канівського архімандрита Овруцького | м. Житомир, пров. Покровський, 5                 | протоієрей Андрій Янів | Житомира             |
| 12             | Храм великомученика і цілителя Пантелеймона                         | м. Житомир                                       | протоієрей Василь Сорохтей | Житомира             |
| 13             | Храм св. ап. Івана-Богослова                                        | с. Сонячне                                       | прот. Ігор Валович | Житомирського району |
| 14             | Храм Свято-Успенський                                               | с. Лука                                          | ієрей Олександр Матляк | Житомирського району |
| 15             | Храм св. рівноапостольних Кирила і Мефодія                          | с. Березівка                                     | ієрей Олександр Кирилюк | Житомирського району |
| 16             | Храм св. великомученика Юрія Переможця                              | с. Березина, вул. Сінна, 7                       | ієрей Сергій Федорчук | Житомирського району |
| 17             | Храм Свято-Покровський                                              | с. Миролюбівка                                   | ієрей Костянтин Гулюк | Житомирського району |
| 18             | Храм Петро-Павлівський                                              | с. Пряжів                                        | ієрей Іван Сорока | Житомирського району |
| 19             | Храм Воскресіння Христового                                         | с. Садки, вул. Закарпатська, 27                  | ієрей Віталій Ціко | Житомирського району |
| 20             | Храм Спасо-Преораженський                                           | с. Тетерівка                                     | прот. Олексій Ткач | Житомирського району |
| 21             | Парафія свято-Миколаївська                                          | с. Любимівка                                     | ієрей Валентин Пирожек | Андрушівське         |
| 22             | Парафія свято-Миколаївська                                          | смт. Новоівницьке                                | протоієрей Андрій Білик | Андрушівське         |
| 23             | Парафія св. Покровська                                              | с. Мостове, вул. Окунєва, 30                     | ієрей Валентин Пирожек | Андрушівське         |
| 24             | Свято-Миколаївська парафія                                          | с. Лісівка, 1-го Травня, 74                      | | Андрушівське         |
| 25             | Свято-Різдво-Богородична парафія                                    | с. Павелки                                       | | Андрушівське         |
| 26             | Парафія св. Різдва Івана Предтечі                                   | с. Івниця                                        | протоієрей Андрій Білик | Андрушівське         |
| 27             | Парафія св. Дмитрівська                                             | с. Гардишівка, вул. Ломоносова, 48               | протоієрей Микола Цап | Андрушівське         |
| 28             | Парафія Воздвиження Чесного і Животворчого Хреста Господнього       | м. Баранівка (Заріччя)                           | протоієрей Зиновій Николишин | Баранівське          |
| 29             | Парафія Почаївської ікони Пресвятої Богородиці                      | м. Чуднів                                        | митр. прот. Андрій Артемчук | Чуднівське           |
| 30             | Парафія Архистратига Михаїла                                        | с. Жеребки                                       | прот. Володимир Стецюк | Чуднівське           |

## Галерея

Храм Архістратига Божого Михаїла у смт. Корнин.
Храм на честь святих мучеників Маккавеїв в с. Квітневе.
Храм Покрови Пресвятої Богородиці в Карабачині.